# Ofensiva Brusílov
La ofensiva Brusílov (en ruso: Брусиловский прорыв Brusilovskiĭ proryv) fue la mayor operación militar del ejército ruso durante la Primera Guerra Mundial, y una de las batallas con más bajas de la historia. Fue una gran ofensiva lanzada contra los ejércitos de las Potencias Centrales en el frente oriental, en la Galitzia ucraniana, en las cercanías de las ciudades de Leópolis, Kóvel y Lutsk.
El historiador Graydon Tunstall calificó la ofensiva de Brusilov como la peor crisis de la Primera Guerra Mundial para Austria-Hungría y la mayor victoria de la Triple Entente, pero tuvo una tremenda pérdida de vidas. La ofensiva recibe el nombre del comandante al cargo del ejército ruso en la parte meridional del frente, el general Alexéi Alexéievich Brusílov.

## Decisión de realizar la ofensiva
En la reunión de la Stavka del 14 de abril de 1916, tras el fracaso de las acometidas de diciembre y marzo anteriores, se decidió realizar dos nuevas ofensivas en apoyo de la campaña franco-británica del verano. Pese al escepticismo de los mandos de los frentes septentrionales, se decidió que fuese en ellos donde se llevase a cabo el embate principal, mientras que en frente suroccidental, mandado por Brusílov desde abril, se realizaría uno menor, que se creía no tendría éxito.
La línea austrohúngara era muy fuerte en ese sector. Sin embargo, los austrohúngaros, enfrascados en preparar una ofensiva en el frente italiano, no reforzaron el oriental. Por su parte, los alemanes habían debilitado sus fuerzas en el frente oriental para centrarse en tratar de debilitar definitivamente al Ejército francés en la batalla de Verdún. De las veinte divisiones que los alemanes mantenían en este sector del frente oriental en agosto de 1915, solo mantuvieron dos. Seis divisiones austrohúngaras habían partido del frente oriental al italiano, para participar en la ofensiva de la primavera, y solo quedaban dos de reserva para poder reforzar cualquier sector que fuese atacado por los rusos.
Pese a los recelos de Mijaíl Alekséyev sobre el plan de Brusílov, la gran derrota italiana en mayo —cuarenta mil prisioneros y el peligro de quedar embolsados en las posiciones del noreste del frente— impelió a los rusos a atacar a los austrohúngaros para aliviar la presión a la que los aliados italianos estaban sometidos.

## Plan ruso

El plan de ataque ruso en mayo de 1916.

Sin embargo, Brusílov preparó el ataque a conciencia: se ocultó la reunión de las reservas que debían sostener el avance inicial, se construyeron réplicas de las trincheras enemigas para adiestrar a los hombres en el asalto, se empleó por primera vez con exactitud las fotografías aéreas de las baterías austrohúngaras y se mejoraron las comunicaciones en todo el sector. En mayo la operación estaba lista para comenzar, pese a las distintas objeciones tanto del alto mando como de los jefes de los ejércitos subordinados a Brusílov.
El ataque principal debía llevarlo a cabo el 8.º Ejército, el situado más al norte de la línea rusa, entre Rovno y Lutsk; con doscientos mil hombres, se enfrentaba al 4.º Ejército austrohúngaro, compuesto por ciento cincuenta mil soldados. Con setecientos cuatro cañones, tenía una cierta ventaja frente a los seiscientos de los austrohúngaros.

## La ofensiva

### Ruptura de las líneas austrohúngaras
El plan de Brusílov trató de resolver varios de los problemas observados en anteriores batallas: para evitar la concentración de defensores y de artillería que castigase los flancos de la vanguardia si esta lograba quebrar las líneas enemigas, se prepararon cuatro ataques, uno por cada uno de los ejércitos del frente. Brusílov contaba con escasa ventaja frente al enemigo para lo que por entonces consideraban necesario los mandos rusos: apenas seiscientos mil hombres frente al medio millón de los austrohúngaros. La artillería rusa tampoco era muy superior a la del enemigo: Brusílov tenía 1770 cañones ligeros y 168 pesados frente a los 1301 ligeros y 545 medianos y pesados de los austrohúngaros. Sí gozaba, empero, de amplia ventaja en munición: los cañones rusos disponían de dos mil proyectiles por pieza frente a los cuatrocientos de los del adversario.
Pese a las precauciones de Brusílov para ocultar el ataque, planeado para el 4 de junio, los austrohúngaros descubrieron los preparativos rusos, pero no reaccionaron adecuadamente. Se permitió que los rusos cavasen trincheras muy cerca de las austrohúngaras, actividad que el mando ruso había ordenado para reducir la distancia que la vanguardia debía recorrer al empezar el ataque. Las trincheras rusas más avanzadas apenas distaban setenta y cinco metros de las austrohúngaras.
Los rusos no solo prepararon a conciencia el bombardeo de la artillería y reforzaron la colaboración de esta con la infantería, sino que concentraron a las tropas que debían seguir a las de vanguardia muy cerca del frente y mejoraron el sistema de trincheras hasta este, de manera que el despliegue de refuerzos fuese más veloz.
Pese a que los austrohúngaros habían detectados las actividades rusas, el bombardeo que dio principio a la ofensiva el 4 de junio resultó una sorpresa. La artillería rusa pulverizó la primera línea de las defensas enemigas y la cercanía de las reservas que debían seguir a la vanguardia permitió neutralizar rápidamente los fortines a prueba de bombas en los que los austrohúngaros habían concentrado sus reservas. Superadas las dos primeras líneas de defensa en el sector del 8.º Ejército, las unidades de la tercera se rindieron en masa. La noche del 5 de junio, los rusos habían rebasado por completo las defensas austrohúngaras en esta sección del frente. El día 6, las unidades situadas algo más al sur tomaron Lutsk, pese a los fortines de hormigón y las líneas de alambre de espino que la protegían. En la desbandada austrohúngara de estas zonas, los rusos capturaron cincuenta mil prisioneros y setenta y siete cañones en tan solo tres días.
Más al sur, el 11.º Ejército ruso, que no gozaba apenas de ventaja en efectivos frente al enemigo, alcanzó sin embargo Sopanów y tomó quince mil prisioneros en los primeros días de lucha.
Al sur del 11.º Ejército, el 7.º de Dmitri Shcherbachiov llevó a cabo un asalto más convencional, bombardeando las posiciones enemigas durante dos días antes de atacarlas infructuosamente y perder veinte mil hombres. Brusílov impuso a Shcherbachiov un ataque menor en el sur que, por el contrario, logró destruir un cuerpo de ejército del Ejército del Sur austrohúngaro.
El ejército situado más al sur de la línea rusa, el 9.º, realizó avances casi tan grandes como los del 8.º en el otro extremo de ella. Contaba con una ligera ventaja en cañones ligeros y en soldados (ciento cincuenta mil frente a ciento siete mil del enemigo). Nuevamente, no fue la ventaja material, escasa, sino la cuidadosa preparación del asalto lo que permitió la victoria en este sector. El jefe de este ejército, Lechitski contaba incluso con escasa munición para sus cañones (trescientas balas, frente a las mil setecientas reglamentarias en el Ejército francés) y estos eran, según observadores británicos, antiguos. Con hábiles bombardeos intermitentes que desconcertaron a las primeras líneas austrohúngaras y gracias a cierta ventaja del terreno, el día 5 Lechitski había capturado once mil prisioneros; dos días más tarde desbarató a las unidades austrohúngaras al norte del Dniéster, que apenas habían recibido refuerzos. Los austrohúngaros del 7.º Ejército se habían concentrado en defender las colinas al sur del río, clave de su línea de defensas, en las que detuvieron a los rusos durante varios días. Esta victoria abrió una brecha en el flanco izquierdo de las unidades las colinas al sur del río, que comenzaron a retirarse desordenadamente, el parte por las contradictorias órdenes que recibían —los mandos austrohúngaros deseaban retirarse hacia el suroeste, para proteger la Bucovina, mientras que los alemanes querían que la unidad marchase al oeste y mantuviese el contacto con el Ejército del Sur, situado justo al norte—. Lechitski alcanzó el Prut y se extendió el pánico entre la artillería enemiga, que huyó precipitadamente hacia la retaguardia abandonando a las unidades de infantería.

### Ralentización del avance
En la primera semana de combates, los austrohúngaros perdieron más de la mitad de sus hombres en este sector del frente y los rusos hicieron más de ciento noventa mil prisioneros —un tercio de las fuerzas enemigas— y capturaron doscientos dieciséis cañones. El mayor golpe a los austrohúngaros fue, no obstante, anímico: a partir de entonces las unidades de este frente se sintieron inferiores a las rusas. El Ejército austrohúngaro dependió desde entonces de continuos refuerzos alemanes para sostenerse y se llegaron a formar unidades conjuntas.
Hacia el 8 de junio, tras tomar Lutsk y Dubno, los rusos tuvieron que detener su avance, tanto por el gran número de bajas —treinta y cinco mil, dos tercios de ellas, heridos— como por la falta de reservas y de caballería, inherente al plan de Brusílov que había permitido quebrar el frente. Tras descartar perseguir a los austrohúngaros hacia el suroeste o el oeste, para lo cual hubiese tenido que mejorar las líneas de abastecimiento decidió tratar de flanquear a las unidades alemanas situadas más al norte, enfrentadas al gran ejército de Alexéi Evert.
A mediados de junio, la inacción de Evert y Kuropatkin —comandantes de los frentes septentrional y central, con gran cantidad de efectivos— y los titubeos de Alekséi Kaledín, jefe del 8.º Ejército que temía un contraataque alemán a su flanco derecho desde el norte, detuvieron el avance ruso en este sector.

### Fracaso de los contraataques austro-germanos
El desconcierto causado por el veloz avance ruso, no obstante, favoreció a Brusílov, pues los mandos alemán y austrohúngaro desperdigaron sus refuerzos en distintos sectores, sin saber bien cuál proteger. Reacios de debilitar la ofensiva en el frente occidental y en Italia, tanto alemanes como austrohúngaros enviaron escasas unidades –cuatro alemanas y cuatro y media austrohúngaras– al este, principalmente para sostener a las desbaratadas unidades que habían sufrido la acometida de Brusílov. Ante la falta de resultados, los austrohúngaros tuvieron que abandonar la ofensiva italiana, adoptar posiciones defensivas y enviar ocho divisiones desde allí al frente oriental a finales de junio. Los contraataques austro-germanos de finales de mes fracasaron y costaron decenas de miles de bajas: en el primero, contra el flanco norte del saliente que formaba el 8.º Ejército de Kaledín, los atacantes perdieron cuarenta mil hombres, sin lograr avances notables.

### Reanudación de la ofensiva
Entre el 3 y el 6 de julio, Brusílov retomó los ataques gracias a las fuerzas obtenidas de los pasivos frentes de Evert y Kuropatkin. Aunque dos divisiones alemanas impidieron que sus soldados tomasen Stokhod, estos capturaron treinta mil prisioneros y eliminaron el saliente del río Styr. En el sur, el 9.º Ejército de Lechitski batió nuevamente al 7.º austrohúngaro y a los refuerzos alemanes que este había recibido, rechazó un contraataque enemigo y se apoderó de gran parte de Bucovina. Los alemanes tuvieron que ceder finalmente y enviar nuevas divisiones del frente occidental a sostener el oriental.
En el centro, el débil 11.º Ejército ruso también logró avances, y conquistó Brody y amenazó el flanco norte del Ejército del Sur alemán, que tuvo que replegarse hacia Leópolis. A finales de mes, el 9.º Ejército tomó Halych y en el sector meridional continuó el avance a lo largo del Dniéster.
Una vez conquistado Stokhod y obtenido el mando del 3.er Ejército —situado al norte del 8.º, en el extremo sur del frente mandado por Evert—, Brusílov trató de apoderarse de Kóvel para atacar la retaguardia de las unidades alemanas que se oponían a Evert. Aunque contaba con el doble de soldados que el enemigo, Brusílov había sufrido para entonces gravísimas bajas: cinco mil oficiales, sesenta mil soldados muertos,otros tantos desaparecidos y trescientos setenta mil heridos. Los reemplazos que obtenía no tenían el adiestramiento de los soldados perdidos y los sesenta mil soldados del nuevo Ejército de Guardias que había recibido, selectos en teoría, habían sido entrenados en tácticas anticuadas y contaban con mandos inadecuados. El ataque contra Kóvel, que se llevó a cabo de finales de julio a principios de octubre, resultó un fracaso, pese a la ventaja en hombres y armamento de los rusos. Ciento quince mil alemanes detuvieron a doscientos cincuenta mil rusos. El terreno, cenagoso, favorecía a los defensores.
En agosto, en el oeste del frente los Imperios Centrales lograron estabilizar la situación y detener finalmente a los rusos. En el sur, sin embargo, solo lo fragoso de las montañas de los Cárpatos detuvo a Lechitski, que alcanzó los puertos de montaña que conducían a la llanura húngara, pese a la llegada de refuerzos alemanes y austrohúngaros. A finales de agosto, los austrohúngaros habían perdido seiscientos catorce mil soldados y los alemanes, ciento cincuenta mil, en la campaña. Para mediados, de mes, no obstante, el frente había sido reforzado con treinta divisiones de infantería y tres y media de caballería, lo que igualó los refuerzos que había recibido Brusílov.

## Abandono de la táctica
Para obtener las necesarias reservas para continuar la ofensiva, Brusílov tuvo que ceder el mando del sector norte a Evert, que las controlaba. Este abandonó de inmediato los métodos de aquel y retomó el de concentrar enormes fuerzas para batir una franja muy estrecha del frente. Para tratar de tomar Kóvel, reunió ochenta y seis batallones del 3.er Ejército contra los dieciséis del enemigo en un sector de ocho kilómetros; el Ejército de Guardias desplegó noventa y seis frente a los veinte ocho del enemigo, en catorce kilómetros. Tras la entrada en guerra de Rumanía a finales de agosto, la Stavka decidió centrarse en la toma de Kóvel y no desencadenar otro asalto en diversos puntos como había hecho Brusílov con tal éxito al comienzo de la ofensiva. La imposibilidad de preparar con tiempo una nueva acometida según los métodos de Brusílov, la necesidad de aliviar la presión de británicos y franceses y atraer unidades alemanas y el convencimiento que los avances en el sector pronto quebrarían las líneas enemigas favorecieron que el mando ruso se concentrase en conquistar Kóvel.
Pese a la gran superioridad rusa en soldados tanto en el frente en general como en el sector de Kóvel en particular y la gran concentración de artillería para abrumar a los defensores austrohúngaros, la operación resultó un fracaso.
Los avances rusos de agosto se produjeron en los sectores que todavía seguían la táctica empleada a comienzo de la ofensiva. Particularmente importante fueron las conquistas del 9.º Ejército de Lechitski, que precipitaron la entrada en la guerra de Rumanía cuando sus unidades alcanzaron el territorio húngaro de los rumanos deseaban.

## Resultados
La ofensiva fue un éxito considerable desde el punto de vista de las potencias aliadas. Cumplió su objetivo principal, ya que Alemania se vio obligada a frenar su ataque contra Verdún en el Frente Occidental, y destinar un número importante de tropas al este. También quebró la moral y la organización del ejército austrohúngaro, que perdió cerca de 1,5 millones de soldados, incluyendo 400.000 prisioneros. Por otra parte, el éxito de la ofensiva provocó la entrada de Rumanía en la guerra al lado de los aliados, con consecuencias desastrosas, pues el país fue ocupado en dos semanas por las tropas de los imperios centrales.